# Gonioterma
Gonioterma is een geslacht van vlinders van de familie sikkelmotten (Oecophoridae), uit de onderfamilie Stenomatinae.

## Soorten
- G. aesiocopia Walsingham, 1913
- G. algosa Meyrick, 1916
- G. alsiosum Walsingham, 1913
- G. anna Busck, 1911
- G. argicerauna Meyrick, 1925
- G. bryophanes Meyrick, 1915
- G. burmanniana Stoll, 1782
- G. collybista Meyrick, 1915
- G. compressa Walsingham, 1913
- G. conchita Busck, 1920
- G. chlorina (Kearfott, 1911)
- G. descitum Walsingham, 1913
- G. dimetropis Meyrick, 1932
- G. emma Busck, 1911
- G. exquisita Duckworth, 1964
- G. fastigata Meyrick, 1915
- G. hectorea Meyrick, 1915
- G. inga Busck, 1911
- G. lysalges Walsingham, 1913
- G. melema Walsingham, 1913
- G. pacatum Walsingham, 1913
- G. pauperatella Walker, 1864
- G. stella Busck, 1911
- G. symposias Meyrick, 1915